# Katie Hill
Katie Hill (nascida em 17 de fevereiro de 1984) é uma atleta paralímpica australiana que compete na modalidade basquetebol em cadeira de rodas. Katie conquistou a medalha de prata na Paralimpíada de Londres, em 2012, além de bronze em Pequim, em 2008, com a equipe nacional feminina da mesma modalidade.

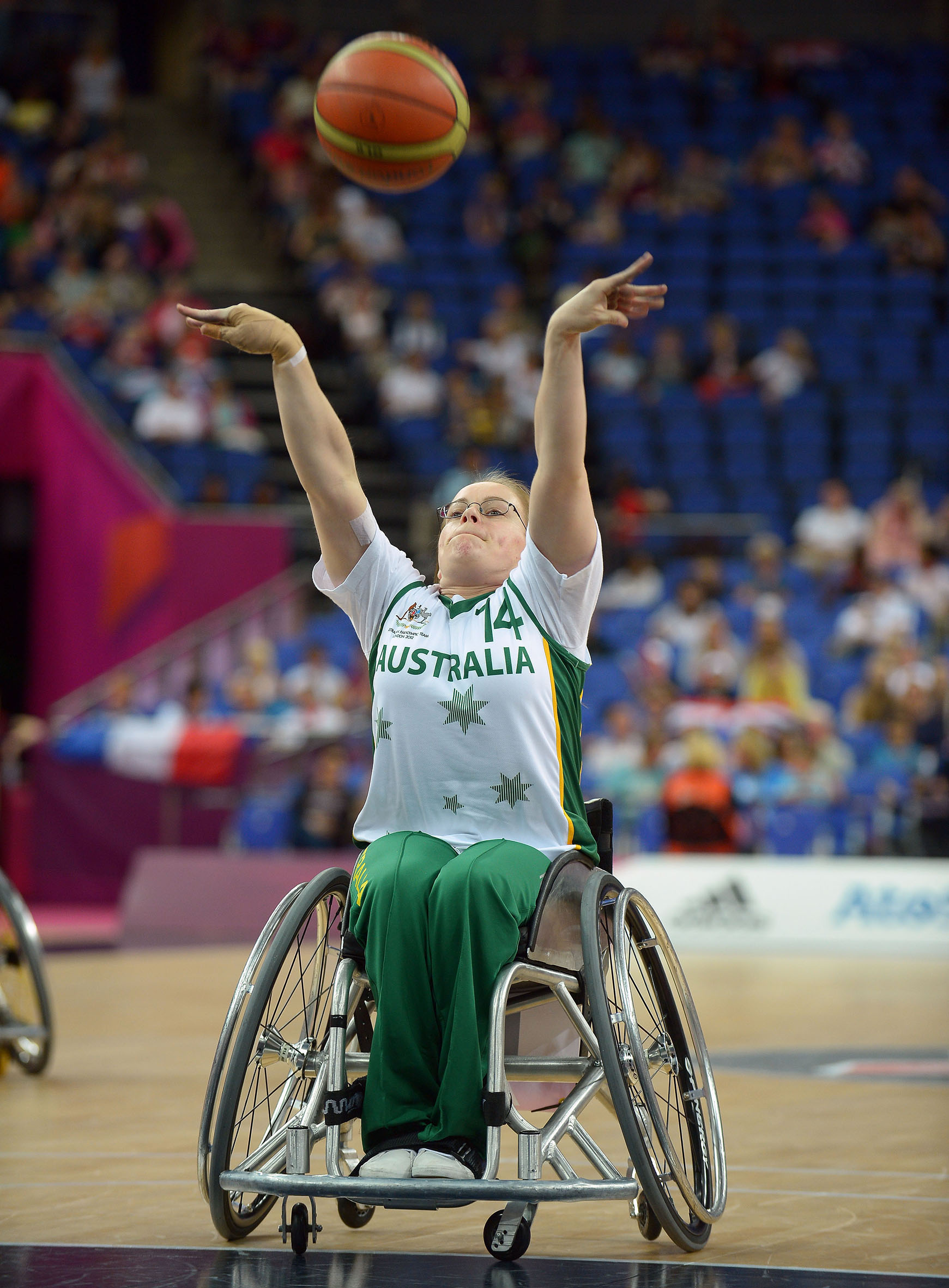
Katie durante os Jogos Paralímpicos de Londres 2012.